# Дракула (англомовний фільм, 1931)
«Дракула» (англ. Dracula) — американський фільм жахів 1931 року епохи Докодексового Голлівуду, зрежисований Тодом Броунінгом та Карлом Фройндом, зпродюсований Тодом Броунінгом та Карлом Леммле молодшим за сценарієм Ґаррета Форта. Фільм заснований на театральній виставі «Дракула» Хамільтона Діна та Джона Л. Балдерстона, яка, в свою чергу, була адаптацією роману «Дракула» Брема Стокера. У фільмі знявся Бела Лугоші у ролі графа Дракули, вампіра, який подорожує з Трансильванії до Англії і полює на людей, випиваючи їх кров.
Вироблений та розповсюджений Universal Pictures, «Дракула» є першою звуковою екранізацією роману Стокера. Спочатку кілька акторів претендували на роль Дракули, але врешті-решт Лугоші, який раніше грав Дракулу на однойменній бродвейській виставі, отримав роль. Фільм частково знімали на декораціях в Universal Studios Lot, Каліфорнія, які вночі також повторно використовувались для зйомок іспаномовного фільму «Дракула», який вироблявся одночасно теж студією Universal.
Після свого виходу фільм мав комерційний та критичний успіх, що призвело до створення численних продовженнь та спін-офів. Це справило помітний вплив на масову культуру, а Дракула, зображений Лугоші, встановив персонажа як культурну ікону, а також як архетипного вампіра в пізніших художніх творах. У 2000 році фільм був обраний Бібліотекою Конгресу США для збереження в Національному реєстрі фільмів та був названий «культурно, історично чи естетично значущим».

## Сюжет
Ренфілд — адвокат, який приїжджає до графа Дракули в Трансильванію, щоб обговорити намір Дракули взяти в оренду графом Дракулою замку в Англії. Місцеві жителі, дізнавшись про це, застерігають Ренфілда, та кажуть, що Дракула — вампір. Однак він не вірить, і просить свого кучера довезти його до перехрестя, де його підбере кучер Дракули. Спочатку кучер нізащо не хоче це робити, але пізніше дуже неохоче погоджується. Він завозить Ренфілда, після чого з поспіхом їде. Дракула, переодягнений у кучера, підбирає Ренфілда. Під час поїздки він перетворюється на кажана. Ренфілд помічає, що кучер зник, а замість нього з'явився кажан.
Приїхавши в замок, Ренфілд зустрічається з Дракулою, і виявляє, що більша частина його замку покрита пилом та павутиною. Він та Ренфілд обговорюють намір Дракули взяти в оренду абатство Карфакс, і Дракула підписує папери, а після цього йде. Ренфілд відкриває двері в двір, після чого втрачає свідомість, а Дракула випиває його кров.
Значно пізніше, Дракула та Ренфілд, який став його рабом, пливуть на кораблі. Коли він прибуває до Англії, виявляється, що всі люди на борту, крім Ренфілда, загинули. Проте ніхто не знає про те, що на кораблі є й Дракула, який спить в гробі. Ренфілда відправляють в санаторій Сьюарда, який знаходиться неподалік він абатства Карфакс. Пізніше, у лондонському театрі, Дракула зустрічає Сьюарда, його дочку Міну, її нареченого Джона Харкера та подругу Люсі Вестон. Пізніше, вночі, Дракула нападає на Люсі, а ранком вона помирає він недостачі крові.
Ренфілд одержимий поїданням комах та павуків. Професор Ван Хелсінг починає говорити про вампірів. Пізніше, того ж дня, Ренфілд просить відпустити його, оскільки каже, що його нічні крики можуть порушити сон Міни. Коли Дракула кличе Ренфілда вовчим виттям, Ван Хелсінг зупиняє його за допомогою аконіту, за допомогою якого, за його словами, захищались від вампірів.
Дракула випиває кров Міни, поки та спить. Наступного дня він відвідує її, а Ван Хелсінг та Харкер помічають, що Дракула не відбивається у дзеркалі. Коли він дізнається про це, він розбиває дзеркало та йде. Після цього Міна приходить до Дракули в саду, після чого втрачає свідомість. Тим часом газети починають писати про жінку в білому, яка заманює дітей та кусає їх. Міна впізнає в загадковій жінці Люсі. Харкер зоче забрати Міну до Лондона для безпеки, але залишає її з Ван Хелсінгом, який наказує медсестрі надіти на Міну вінок з аконіту.
Ренфілд втікає зі своєї кімнати і підслуховує розмову чоловіків про вампірів. Він розповідає їм, що Дракула пообіцяв йому кров тисячі щурів в обмін на те, що Ренфілд впустить його до санаторію. Після цього працівник відводить Ренфілда, але з'являється Дракула, який заявляє, що Міна належить йому. Ван Хелсінг обіцяє вбити Дракулу, а той намагається загіпнотизувати його, хоча у нього не виходить. Ван Хелсінг показує Дракулі хрест, і той відступає. Тим часом Міна та Харкер розмовляли на терасі, після чого вона напала на нього. Проте, прибігають Ван Хелсінг та Сьюард, і рятують його. Міна зізнається в тому, що Дракула зробив з неї вампіра.
Дракула гіпнотизує Бріггса, і той знімає аконіт з Міни і відкриває вікна. Ван Хелсінг і Харкер бачать, як Ренфілд прямує до абатства Карфакс. Вони бачать Дракулу в абатстві з Міною на руках. Він дізнається про це, і вбиває Ренфілда, думаючи що він привів їх сюди. Він ховається в гроб, оскільки настає світанок, і ховає Міну. Ван Хелсінг вбиває Дракулу дерев'яним колом, а Харкер знаходить Міну, з якої вже зійшло прокляття Дракули.

## В ролях

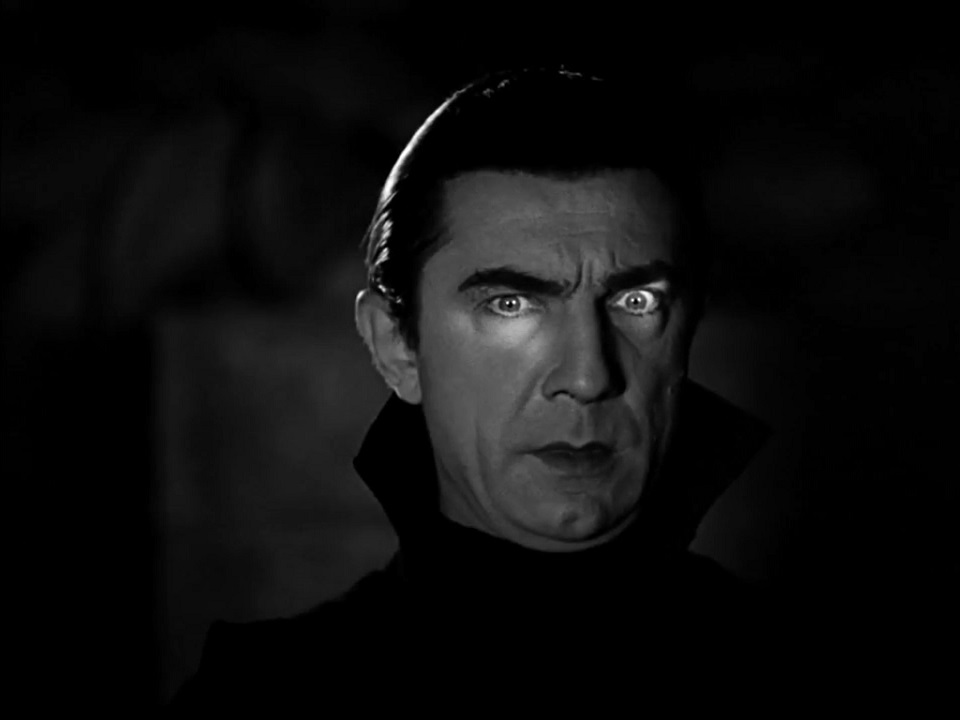
Бела Лугоші в ролі Дракули

| Актор             | Роль             |
| ----------------- | ---------------- |
| Бела Лугоші       | Дракула          |
| Хелен Чандлер     | Міна Стюард      |
| Девід Маннерс     | Джон Харкер      |
| Дуайт Фрай        | Ренфілд          |
| Едвард Ван Слоан  | Ван Хелсінг      |
| Герберт Банстон   | доктор Стюард    |
| Френсіс Дейд      | Люсі Вестон      |
| Джоан Стендінг    | медсестра Бріґґс |
| Чарльз К. Ґеррард | Мартін           |

## Цікаві факти
- Іспаномовна екранізація роману була знята одночасно з версією Тода Браунінга. У перші роки звукових фільмів не рідко траплялося, що продюсерські компанії розробляли кілька версій фільму з різними акторами та виробничими групами. Іспаномовну версію створив Карл Леммл-молодший, а режисером був Джордж Мелфорд. Карлос Вілларіас зіграв роль Дракули.
- Дракула у фільмі жодного разу не кліпає очима. Цей ефект, який посилює потойбічну ауру персонажа, підсилюється відомим загрозливим поглядом Бели Лугоші.
- У цьому фільмі не видно декількох фольклорних елементів, які часто асоціюються з Дракулою. Дракула жодного разу не демонструє ікла. Крім того, жодного разу не показано відомий слід від укусу вампіра на шиї, хоча двічі персонажі, що досліджують шиї жертв, справді говорять про сліди від укусів.
- Серед живих істот, яких можна побачити в замку Дракули в Трансильванії, є опосуми, броненосці та комаха, відома як єрусалимський цвіркун (лат. Stenopalmatus fuscus). Ця комаха була поширеною в Південній Каліфорнії, чим можна пояснити її появу у фільмі. Наявність броненосців пов'язана з тим, що іноді бачили як вони риються на кладовищі, що призвело до помилкового переконання, що вони зариваються в труни і з'їдають трупи.
- Під час сцени в театрі, Дракула гіпнотизує ведучого, щоб повідомити доктору Сьюарду про те, що йому телефонують у вестибюлі. Про те, навіщо Дракула сказав про це доктору Сьюарду, ніколи не пояснюють. Імовірно, Дракула домовлявся про те, щоб Ренфілд потрапив до санаторію, щоб він міг тримати його біля себе. У наступній сцені Ренфілд постає як пацієнт у притулку без пояснення того, як він туди прибув.
- Оригінальна версія фільму містила епілог з Едвардом Ван Слоуном, який розмовляв з глядачами про те, що вони бачать. Цю сцену вилучено у повторному випуску 1936 року і тепер її вважають втраченою. Пізніше фільм «Франкенштейн» (1931) також використав цю модель, представивши пролог.
- Фільм знімався з 29 вересня по 15 листопада 1930 року.
- Спочатку Дракулу мав зіграти зірка німого кіно Лон Чейні, але в той час він мав контракт із Metro-Goldwyn-Mayer. Незалежно від контрактних зобов'язань, Чейні помер від раку горла 26 серпня 1930 року, і роль врешті-решт дісталася угорському акторові Белі Лугоші. За іронією долі, Лугоші знявся у «Знаку вампіра», римейку «Лондону після опівночі», в якому зіграв Лон Чейні.
- Хоча ходять чутки, що Бела Лугоші не дуже добре володів англійською мовою, і йому довелося вивчати його репліки фонетично, це неправда. Лугоші говорив по-англійськи так само добре, як і до зйомок цього фільму.
- Замок Дракули був картиною на склі перед камерою. Диліжанс, який їхав по дорозі, був справжнім, але фону не було.
- Карла Леммле, племінниця продюсера Карла Леммле-молодшого, зіграла у фільмі пасажирку туристичного автобуса, яка читає туристичну брошуру.
- Оператор Карл Фройнд домігся ефекту гіпнотичного погляду Дракули, націливши два окуляри-прожектори в очі актора Бели Лугоші.
- Павутина в замку Дракули була створена пострілами гумовим клеєм з роторного пістолета.
- Під час інтерв'ю з істориком кіно Девідом Дж. Скалом актор Девід Меннерс розповів, як актори та знімальна група була дезорганізованими на зйомках, і що Тод Браунінг мало цікавився режисурою фільму. Жоден з учасників акторського складу не сприймав зйомки всерйоз, за винятком Бели Лугоші. Манерс став свідком того, як Лугоші прогулювався вгору-вниз по майданчику загорнутий у плащ і казав: «Я Дракула». Це був власний «метод» Бели, який підбадьорював його і зберігав характер персонажу. Лугоші був завзятим професіоналом, який глибоко піклувався про свою акторську гру. Через кілька років після смерті Лугоші різні біографи звинуватили його в тому, що він сплутав реальне життя зі своєю роллю. Бела Лугоші настільки прагнув повторити свій сценічний успіх і зіграти роль графа Дракули у кіно, що погодився на контракт, згідно з яким йому виплачували 500 доларів на тиждень протягом семитижневих зйомок, мізерну суму навіть у часи Депресії. Насправді його зарплата складала лише чверть заробітної плати актора Девіда Меннерса, який грав Джонатана Харкера. Однак цей факт може ввести в оману.
- Оригінальна бродвейська постановка «Дракула» з Белою Лугоші в головній ролі відкрилася в театрі Фултона 5 жовтня 1927 року та була показана 261 рази. Також в оригінальному акторському складі був Едвард Ван Слоан у ролі Ван Хельсінга та Герберт Банстон у ролі доктора Сьюарда. Ці троє були єдиними акторами оригінальної бродвейської постановки 1927 року, які повторили свої ролі у фільмі.
- Єдиною звуковою доріжкою оригінального фільму є частина композиції  «Лебединого озера» Петра Ілліча Чайковського. Цей твір також звучить під час сцени з оперним театром. Протягом 30-х років минулого століття не рідко траплялося, що для ранніх звукових фільмів не використовувалася партитура.
- Великі просторні будівлі, побудовані для зйомок в замку Трансильванії та абатстві Карфакс, залишалися незмінними після завершення зйомок, і використовувались Universal Pictures для багатьох інших фільмів протягом більше десяти років.
- Спочатку Universal планували зробити великобюджетну екранізацію «Дракули», яка суворо дотримувалася б роману Брема Стокера. Однак після краху фондового ринку 1929 року і початку Великої депресії Universal вирішив не ризикувати інвестиціями в таку довгу картину. Натомість вони адаптували значно дешевшу сценічну версію «Гамільтона Діна».
- До того, як його взяли на роль графа Дракули, Бела Лугоші виступав посередником для Universal Pictures у переговорах зі вдовою автора Брема Стокера, намагаючись переконати її знизити ціну за права на зйомки «Дракули». Після двох місяців переговорів місіс Стокер знизила ціну з 200 000 до 60 000 доларів. Це ще більше продемонструвало Universal, якою цінністю він для них був, і чому Лугоші настільки прагнув повторити свій сценічний успіх у ролі графа Дракули та забезпечити собі роль у фільмі.
- Коли Бела Лугоші помер у 1956 році, його поховали в одній із багатьох чорних шовкових накидок, але не в тій, яку він носив у «Дракулі». Її було виставлено на аукціон його сином Белою Лугоші-молодшим у 2011 році. Початкова ставка, становила 1 200 000 доларів, але накидку не вдалося продати. Пізніше, в листопаді 2019 року, сім'я подарувала її Музею кінофільмів Академії, де вона була виставлена станом на лютий 2020 року. Слід відзначити, що існував стійкий, але неправдивий слух, що поховання в одній з його накидок вампірів було смертним бажанням Лугоші, але насправді це вирішили Бела Лугоші-молодший та його мати, колишня дружина Лугоші, Лілліан Арк. Сім'я Лугоші давно підтвердила ці факти.
- Едвард Ван Слоун і Дуайт Фрай також з'явилися в фільмі жахів «Франкенштейн» (1931). Вони єдині 2 актори, які знялися в обох фільмах.
- Хоча він прожив ще 67 років після виходу фільму, Девід Меннерс (Джон Харкер) стверджував, що ніколи його не дивився.
- Це був шостий за популярністю фільм у театрах США за 1931 рік.

## Відмінності від книги

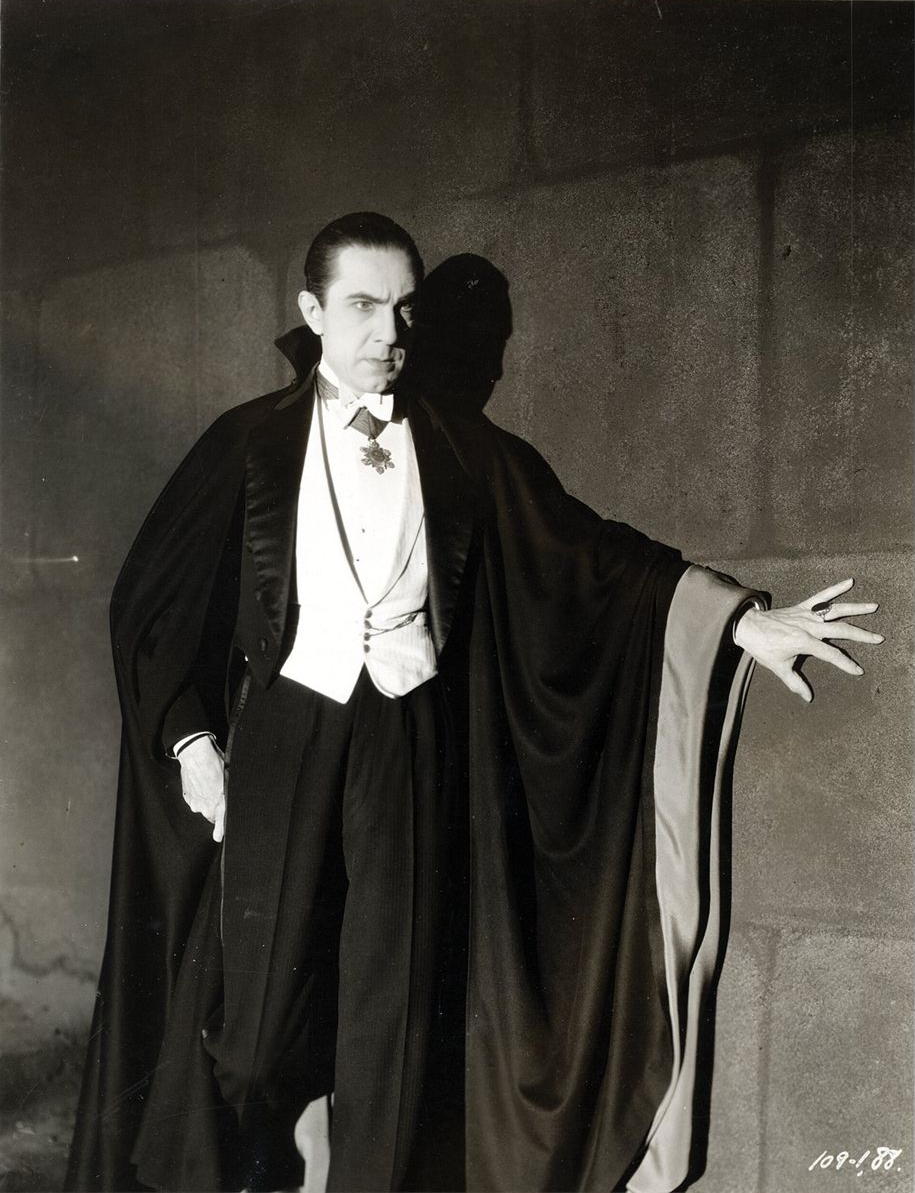
Бела Лугоші в ролі Дракули

- У книзі Джонатан Харкер їде до Трансільванії, але у фільмі до Трансільванії їде Ренфілд.
- У книзі в Люсі було три наречених: Артур Холмвуд, Квінсі Морріс та доктор Сьюард. Однак у фільмі присутній лише доктор Сьюард.
- Потрібно було кілька переливань крові, щоб утримувати Люсі живою, але у фільмі вона просто померла.